# Malmö-Tidningen
Malmö-Tidningen var en sexdagarstidning som utgavs i Malmö.
Tidningen, som var frisinnad, började utges den 9 december 1895 under namnet Dagens Nyheter. Sydsvenska upplagan. Namnet ändrades till Malmö-Tidningen Dagens Nyheter den 1 oktober 1896 och till Malmö-Tidningen den 1 oktober 1897. Den upphörde att utges den 30 mars 1907, då den sammanslogs med Skånska Aftonbladet till Malmötidningen Skånska Aftonbladet. Under åren 1899–1907 utgavs även veckobilagan Solglimten.

## Redaktörer
- 1896–1902 Gustaf Gullberg
- 1902–1903 Yngve Svartengren
- 1903–1906 John Hanzén
- 1906–1907 Otto Svensson